# Shin'en Multimedia
Shin'en Multimedia är ett tyskt datorspelsföretag. Företaget grundades den 1 april 1999 och har sitt huvudkontor i München, Tyskland.

## Spel
| Titel                     | År   | Utgivare            | Plattform                                      |
| ------------------------- | ---- | ------------------- | ---------------------------------------------- |
| Käpt'n Blaubär            | 2001 | Ravensburger        | Game Boy Color                                 |
| Iridion 3D                | 2001 | Majesco Sales       | Game Boy Advance                               |
| Maya the Bee              | 2002 | Acclaim             | Game Boy Advance                               |
| Iridion II                | 2003 | Majesco Sales       | Game Boy Advance                               |
| Maya the Bee 2            | 2005 | Midway              | Game Boy Advance                               |
| Nanostray                 | 2005 | Majesco/THQ/Taito   | Nintendo DS                                    |
| Miss Spider               | 2006 | The Game Factory    | Nintendo DS                                    |
| Garfield´s Nightmare      | 2007 | The Game Factory    | Nintendo DS                                    |
| Pet Alien                 | 2007 | The Game Factory    | Nintendo DS                                    |
| Nanostray 2               | 2007 | Majesco/Codemasters | Nintendo DS                                    |
| Strawberry Shortcake      | 2007 | The Game Factory    | Nintendo DS                                    |
| Zenses Ocean              | 2008 | The Game Factory    | Nintendo DS                                    |
| Zenses Rainforest         | 2008 | The Game Factory    | Nintendo DS                                    |
| Fun! Fun! Minigolf        | 2008 | Shin'en Multimedia  | Nintendo Wii                                   |
| Jett Rocket               | 2010 | Shin'en Multimedia  | Nintendo Wii                                   |
| FAST Racing League        | 2011 | Shin'en Multimedia  | Nintendo Wii                                   |
| Nano Assault              | 2011 | Majesco Games       | Nintendo 3DS                                   |
| Fun! Fun! Minigolf TOUCH! | 2012 | Shin'en Multimedia  | Nintendo 3DS                                   |
| Art of Balance TOUCH!     | 2012 | Shin'en Multimedia  | Nintendo 3DS                                   |
| Nano Assault EX           | 2012 | Shin'en Multimedia  | Nintendo 3DS                                   |
| Nano Assault NEO          | 2012 | Shin'en Multimedia  | Nintendo Wii U                                 |
| Jett Rocket II            | 2013 | Shin'en Multimedia  | Nintendo 3DS                                   |
| Nano Assault NEO-X        | 2014 | Shin'en Multimedia  | Playstation 4                                  |
| Family Tennis SP          | 2015 | Arc System Works    | Nintendo Wii U                                 |
| FAST Racing NEO           | 2015 | Shin'en Multimedia  | Nintendo Wii U                                 |
| FAST RMX                  | 2017 | Shin'en Multimedia  | Nintendo Switch                                |
| Art of Balance            | 2018 | Shin'en Multimedia  | Nintendo Switch, Nintendo Wii U, Playstation 4 |
| The Touryst               | 2019 | Shin'en Multimedia  | Nintendo Switch                                |